# ニーラム・カルキ・ニハリカ
ニーラム・カルキ・ニハリカ ( ネパール語: नीलम कार्; 英語:Neelam Karki Niharika; 1975年4月9日 - )はネパール出身の女流小説家、女流詩人。

## 経歴・人物
カルキが6年生の頃、雑誌『Kisan Magazine』に詩が掲載された。これは彼女に取っての初掲載作品であった。1994年、最初の小説『Maun Jeevan』が出版された。その後、『Beli 』、『Hawaan 』、ネパールでベストセラーとなった『Cheerharan 』 、マダン賞受賞作の『ヨグマヤ(Yogmaya) 』など、男性優位社会、カースト、階級、貧困、汚職、専制政治などを題材にした作品を次々に出版した。
2020年現在はアメリカ合衆国のノースカロライナ州に夫で医師のバスカール・K・チェトリと共に暮らしている。

### 小説「ヨグマヤ」
カルキは、小説『ヨグマヤ(Yogmaya) 』でマダン賞を受賞した。史上4人目の女性受賞者である 。 『ヨグマヤ』は、ラナ王朝政権と戦った女性宗教指導者・権利活動家のヨグマヤ・ネウパネ（1860年 - 1941年）の生涯に基づいた小説である。 カルキの研究と本は、ネパールでのヨグマヤの知名度を上昇させたと言われる。